# Ступники
Ступники (пол. Stupniki) — село в Польщі, у гміні Більськ-Підляський Більського повіту Підляського воєводства. Населення — 19 осіб (2011).

## Історія
Вперше згадується в 1560 році. У другій половині XIX століття в селі була заснована церковна школа грамоти.
У 1975—1998 роках село належало до Білостоцького воєводства.

## Демографія
Демографічна структура станом на 31 березня 2011 року:
|          | Загалом | Допрацездатний вік | Працездатний вік | Постпрацездатний вік |
| -------- | ------- | ------------------ | ---------------- | -------------------- |
| Чоловіки | 11      | 1                  | 5                | 5                    |
| Жінки    | 8       | 1                  | 2                | 5                    |
| Разом    | 19      | 2                  | 7                | 10                   |

У 1891 році в селі налічувалося 19 домів і 148 мешканців, у 1936 році було 11 домів та 51 мешканців, у 1959 році — 21 домів і 137 мешканців.